# Darko Lazić (Sänger)
Darko Lazić (* 13. Oktober 1991 in Brestač, SFR Jugoslawien) ist ein serbischer Turbo-Folk-Sänger.

## Leben und Karriere
Lazić erlangte 2009 im Alter von 17 Jahren Bekanntheit als Sieger der Castingshow Zvezde Granda. Im selben Jahr brachte er seine erste Single Korak do sna bei Grand Production heraus.
Im Oktober 2018 hatte Lazić unter Alkoholeinfluss einen schweren Verkehrsunfall, als er unangeschnallt bei über 100 km/h die Kontrolle über seinen Wagen verlor. Er erlitt lebensbedrohliche Verletzungen und wurde im Krankenhaus auf der Intensivstation behandelt. Der Unfall hatte für ihn keine rechtlichen Konsequenzen. Im selben Jahr wurde ein Video veröffentlicht, das Lazić beim Drogenkonsum zeigt, er gestand seine Drogensucht in einem Interview.

## Diskografie

### Alben
- 2009: Brate Moj
- 2011: Godinu dana 300 kafana

### Live-Alben
- 2021: Kafansko veče

### EPs
- 2017: Live at RTS Studio 8

### Singles (Auswahl)
| - 2009: Idi Drugome - 2009: Korak Do Sna - 2009: Brate Moj - 2009: Srce Od Silikona - 2011: Godinu dana 300 kafana - 2011: Luda Noć - 2011: Sad Sve Imaš - 2012: Slatka Mala (mit MC Yankoo) - 2014: Ti Si Ta (mit Tanja Savić) - 2014: Palim Klub (mit MC Yankoo) - 2017: Mein Schatz (mit MC Stojan) - 2019: Majko - 2019: Dace Bog | - 2019: A Nekad Je Dolazila Stalno - 2020: Pricala Si - 2021: Moj Otac - 2021: Klosar (mit Anid Ćusić) - 2021: Ti Si Zivot a I Greska (mit Andreana Cekic) - 2021: Jos Uvek Sam S Tobom (mit Andreana Cekic) - 2021: Prvo Drugo Trece Leto - 2022: Moje Bivse Zene - 2022: Ponovo Sam Ja U Kraju - 2022: Pismo (mit Voyage & Rasta) - 2023: Zbog Tebe - 2023: Cujem Ja Cujem - 2024: Prezime (mit Zera) |